# (19707) Tokunai
(19707) Tokunai ist ein Asteroid des Hauptgürtels, der am 8. Oktober 1999 vom japanischen Amateurastronomen Tomimaru Ōkuni am Observatorium von Nan’yō (IAU-Code 358) in der Präfektur Yamagata entdeckt wurde.
Der Asteroid wurde am 13. Juli 2004 nach dem japanischen Samurai, Geographen und Entdecker Mogami Tokunai (1755–1836) benannt, der von 1785 bis 1786 Hokkaidō, Sachalin und die Kurilen erkundete und kartografierte.